# Syllepte sakarahalis
Syllepte sakarahalis is een vlinder uit de familie van de grasmotten (Crambidae). De wetenschappelijke naam van deze soort is voor het eerst voorgesteld als Samea sakarahalis door Hubert Marion en Pierre Viette in een publicatie uit 1956.
De soort komt voor in Madagaskar.